# Phylesha Brown-Acton
Phylesha Brown-Acton (Niue, febrer de 1976) és una activista dels drets LGBTQ+ dels fakafifine de Niue. El 2019, va ser nomenada membre de l'Ordre del Mèrit de Nova Zelanda en reconeixement del seu treball amb les comunitats LGBTQ+ dels països del Pacífic.

## Biografia
Brown-Acton va néixer el febrer de 1976 a Niue. La seva mare era de Niue i el seu pare d'Austràlia. Té set germans. Essent home al néixer, va saber des dels quatre anys que s'identificava com a una nena. A l'escola Brown-Acton va ser assetjada tant per estudiants com per professors; a casa el seu pare, a més, era violent. A causa de la seva complexa vida domèstica, va ser criada per la seva bestia, la germana del seu avi. Quan tenia quinze anys va fer una transició social i als 20 va començar a rebre teràpia hormonal.
En la seva primera carrera laboral, Brown-Acton va ser ballarina, actuant internacionalment, inclosa a la Biennal de Venècia. L'any 2006 va començar a treballar per al Projecte dels Pobles del Pacífic a la Fundació de la SIDA de Nova Zelanda com a coordinadora del projecte; el 2009 va gestionar el seu Programa de Desenvolupament Internacional. Ha parlat obertament sobre la violència sexual a què s'enfronten les persones trans, inclòs de quan l'any 2007 un grup de deu homes van intentar violar-la en i la policia de Tonga la va culpar a ella. També ha parlat de la discriminació que pateixen les persones trans fins i tot per obtenir serveis com ara una assegurança de vida.
A la Conferència de Drets Humans d'Àsia-Pacífic Outgames de 2011, Brown-Acton va ser la primera persona a introduir un acrònim específic del Pacífic per a les comunitats LGBTQ+ occidentals: MVPFAFF (Mahu, Vakasalewalewa, Palopa, Fa'afafine, Akava'ine, Fakafifine i Fakaleiti/leiti). Mentre que el terme paraigua occidental LGBTQ+ s'utilitza sovint per intentar incloure identitats de gènere del Pacífic, Brown-Acton ha discutit com les identitats MVPFAFF són gèneres amb distincions culturals específiques entre ells. Aquest acrònim es va ampliar més tard per incloure un signe més: MVPFAFF+. També ha parlat obertament sobre les arrels colonials de l'homofòbia a molts països del Pacífic.
El 2014, es va unir a la junta directiva d'Auckland Pride. El mateix any va treballar a Pacific Islands Safety & Prevention Project Inc. com a gerent de servei de suport.
Brown-Acton és directora executiva de F'ine Pasifika, una organització de drets LGBTQI+ amb seu a Nova Zelanda que va fundar el 2015. El 2018, va parlar a la Cimera Mundial de Defensors dels Drets Humans. Forma part del comitè de direcció de la Xarxa de transgènere d'Àsia Pacífic (APTN). En altres funcions s'ha desenvolupat com a assessora del Grup Assessor de Serveis de Salut Transgènere i com a administradora de l'INA Maori. El 2020, va ser seleccionada com a membre del programa de beques Beijing+25 d'OutRight International. Brown-Acton és la número 82 de les 100 dones indígenes que apareixen a la sèrie i llibre NUKU de Qiane Matata-Sipu.

## Honors
En els honors de l'aniversari de la reina del 2019, Brown-Acton va ser nomenat membre de l'Ordre del Mèrit de Nova Zelanda, pels serveis a les comunitats del Pacífic i LGBTQI+. És la primera dona trans del Pacífic reconeguda d'aquesta manera.